# Festival Barcino
El Festival Barcino o Festival Romà de Barcelona és un festival que va néixer l'any 2007 com a "off off Grec" del Festival Grec de Barcelona, amb la intenció de ser una plataforma per a propostes escèniques i audiovisuals que habitualment no tindrien cabuda en la programació del Grec. L'any 2013 va passar a ser una secció del Festiu – Festival de Creació a Gràcia, i la seva seu és l'Almeria Teatre. El festival està ideat i gestionat per la companyia Gataro, un projecte artístic amb una trajectòria de 15 anys i que té esperit de recerca teatral, i que dona cobertura a tota mena de propostes: dansa, teatre, música, poesia, circ, humor, cabaret, etc.